# Laski (województwo podkarpackie)
Laski – wieś w Polsce położona w województwie podkarpackim, w powiecie stalowowolskim, w gminie Bojanów.
| SIMC    | Nazwa       | Rodzaj     |
| ------- | ----------- | ---------- |
| 0788904 | Budy        | przysiółek |
| 1043307 | Pod Załężem | przysiółek |

W latach 1975–1998 miejscowość administracyjnie należała do województwa tarnobrzeskiego.